# Agylla molybdaenalis
Agylla molybdaenalis là một loài bướm đêm thuộc phân họ Arctiinae, họ Erebidae.